# نظام الخدمة
نظام الخدمة (نظام خدمة العملاء) هو تصميم تكنولوجي للشبكات التنظيمية يهدف لتقديم الخدمات التي تلبي احتياجات العملاء أو رغباتهم أو تطلعاتهم. يستخدم مصطلح نظام الخدمة في إدارة وعمليات وتسويق وهندسة الخدمات، وأيضًا فلسفة تصميم الخدمة. يظهر المصطلح بشكل متكرر ولكن نادرًا ما يُشرح.
أصغر نظام خدمة هو شخص واحد وأكبر نظام خدمة هو الاقتصاد العالمي. يعتبر نظام الخدمة الخارجي للاقتصاد العالمي من خدمات النظام البيئي. يمكن تمييز أنظمة الخدمة بالقيمة الناتجة عن التفاعل بين أنظمة الخدمة، سواء جرت هذه التفاعلات بين الأشخاص أو الشركات أو الأمم. تطمح معظم تفاعلات أنظمة الخدمة إلى أن تكون رابحة وغير قسرية. قد تستعمل بعض أنظمة الخدمة أنشطة الخدمة القسرية، على سبيل المثال: يجوز لوكلاء الدولة استخدام الإكراه وفقًا للقوانين.
ينص تعريف نظام الخدمة على أنه يتكون من عناصر (مثل الأشخاص والمرافق والأدوات وبرامج الحاسوب) التي تمتلك بنية (أي منظمة) وسلوك (ربما عملية تجارية) وهدف. نظام الخدمة على المستوى العالمي هو عبارة عن نظام للأنظمة التي تتفاعل عبر عروض القيم.
يوجد تعريف بسيط ومحدود هو أن نظام الخدمة عبارة عن نظام عمل ينتج خدمات. نظام العمل هو نظام يقوم فيه المشاركون أو الآلات بأداء المهام (العمليات والأنشطة) باستخدام المعلومات والتكنولوجيا والموارد الأخرى لإنتاج منتجات أو خدمات للعملاء الداخليين أو الخارجيين. يحدث الإنتاج المشترك في أنظمة العمل التي يشارك فيها العملاء أيضًا، مثل العديد من أنظمة العمل التي توفر الرعاية الطبية والتعليم والاستشارات.

## المواضيع المتعلقة بنظام الخدمة

### التصميم
تمتلك العمليات التسويقية والحالات البيئية العالمية آثار كبيرة على تصميم نظام الخدمة. توجد ثلاثة معايير مستخدمة لتصنيف أنظمة الخدمة:
- اتصال العملاء.
- كثافة رأس المال.
- مدى مشاركة العملاء.

تستخدم أنظمة الخدمة المصممة بشكل صحيح التكنولوجيا أو الشبكات التنظيمية التي تسمح للأشخاص قليلي الخبرة نسبيًا بأداء مهام معقدة للغاية بسرعة، مما يسمح لهم بتجاوز مرحلة التأخير بسبب مراحل التعلم العادية. ينتج دعم كل من موظفي الخدمة والعملاء من خلال تصميم أنظمة الخدمة بشكل جيد.

### أنواع تصميم الخدمة
تتراوح أنظمة الخدمة من شخص وحيد مجهز بأدواته (على سبيل المثال: مهندس معماري أو رجل أعمال) إلى جزء من وكالة حكومية أو عمل تجاري (على سبيل المثال: مكتب فرعي لمكتب بريد أو بنك) إلى الشركات متعددة الجنسيات ونظم المعلومات الخاصة بها (على سبيل المثال: دومينوز بيتزا أو فيديرال إكسبريس). تعتبر المستشفيات والجامعات والمدن والحكومات الوطنية مصممة كأنظمة خدمات.
قد تتطور اللغة والأعراف والمواقف والمعتقدات الخاصة بالأفراد الذين يشكلون نظام الخدمة مع مرور الوقت: حيث يتكيف الأشخاص مع الظروف الجديدة. وبذلك تعتبر أنظمة الخدمة نوعًا من نظام معقد مصمم ومتطور جزئيًا. صممت أنظمة الخدمة لتقديم الخدمات، لكنها غالبًا ما تستهلك الخدمات أيضًا.
إنَّ كل نظام خدمة هو مزود خدمة وعميل لأنواع متعددة من الخدمات. ونظرًا لأن أنظمة الخدمة مصممة على كيفية توفير الخدمات واستهلاكها على حد سواء فغالبًا ما تربط أنظمة الخدمات بسلسلة أو شبكة قيم حيث يكون كل رابط عبارة عن عرض قيمة. قد تتداخل أنظمة الخدمة داخل أنظمة خدمة أخرى (على سبيل المثال: مجموعة الموظفين وغرفة العمليات داخل المستشفى التي تعتبر جزءًا من شبكة مقدمي الرعاية الصحية على مستوى الدولة).
يسعى المصممون أو مهندسو نظام الخدمة غالبًا إلى استغلال التكامل الاقتصادي أو تأثير الشبكة لتطوير الخدمة بشكل سريع وتوسيع نطاقها. على سبيل المثال: يعتبر استخدام بطاقات الائتمان جزءًا من نظام الخدمة الذي يزداد فيه عدد الأشخاص والشركات الذين يقبلون استقبال بطاقات الائتمان، وتزداد معه قيمة بطاقات الائتمان بالنسبة لجميع المستفيدين في نظام الخدمة. غالبًا ما يتطلب ابتكار نظام الخدمة دمج الابتكار التكنولوجي ونموذج الأعمال والابتكار الاجتماعي التنظيمي والطلب (رغبات العملاء الجدد واحتياجاتهم وتطلعاتهم).